# Neoepinnula
Neoepinnula és un gènere de peixos pertanyent a la família dels gempílids.

## Taxonomia
- Neoepinnula americana (Grey, 1953)[2][3]
- Neoepinnula orientalis (Gilchrist & von Bonde, 1924)[4][5][6][7][8][9][10]